# Давид Солунски
Давид Солунски је хришћански светитељ. 
По пореклу је био Солуњанин. Најпре се подвизавао близу Солуна, на бадемовом дрвету, седећи на његовим гранама. Ученици су га молили да сиђе са дрвета, да му направе келију. Тек након 3 године, када му се јавио ангел и рекао да му је Господ подарио смиреноумље и побожност коју је молитвама тражио, наставио је да се подвизава у колиби испод тог истог бадема. Потом је продужио подвиг свој у Тесалији. У хришћанској традицији помиње се да се толико очистио постом, молитвом и бдењем, да се удостојио примити велику благодат од Бога, те да је једном је ставио жар на руку, метнуо тамјан, и окадио цара, без икакве повреде руке. Видећи то, цар му се поклонио до земље. У хришћанској традицији помињу се још многа чуда којима је задивио је људе. Преминуо је 540. године.
Српска православна црква слави га 26. јуна по црквеном, а 9. јула по грегоријанском календару.